# Luck & Logic
Luck & Logic (ラクエンロジック?, Raku en Rojikku, lett. "Fortuna e logica") è un media franchise giapponese prodotto da Bushiroad. Consiste in un gioco di carte collezionabili pubblicato il 28 febbraio 2016, in una serie televisiva anime a cura di Doga Kobo trasmessa in Giappone dal 9 gennaio al 26 marzo 2016, e in un anime spin-off dal titolo Hina Logic from Luck & Logic andato in onda dal 1º luglio 2017.

## Personaggi
Yoshichika Tsurugi (剣 美親?, Tsurugi Yoshichika)
Doppiato da: Kenshō Ono
Il protagonista della serie, ossia un diciassettenne che ha sviluppato il suo potere da Logicalist a tredici anni. È l'unico membro dell'A.L.C.A. in servizio ad aver sperimentato la proibita Over Trance.
Athena (アテナ?, Atena)
Doppiata da: Sumire Uesaka
La contraente di Yoshichika.
Tamaki Yurine (揺音 玉姫?, Yurine Tamaki)
Doppiata da: Risa Taneda
Una diciassettenne che come Yoshichika ha sviluppato il suo potere da Logicalist a tredici anni. Prima di diventare tale, il suo sogno era di essere un medico specializzato nella Paradox Sickness per poter salvare vite umane. Fa molta fatica a uccidere i Foreigner perché non sopporta l'idea di uccidere.
Venus (ヴィーナス?, Vīnasu)
Doppiata da: Nao Tōyama
La contraente di Tamaki.
Chloe Maxwell (クロエ・マクスウェル?, Kuroe Makusuweru)
Doppiata da: Sora Tokui
Valkyrie (ヴァルキリー?, Varukirī)
Doppiata da: Chiaki Omigawa
La contraente di Chloe.
Mana Asuha (明日葉 学?, Asuha Mana)
Doppiata da: Inori Minase
Artemis (アルテミス?, Arutemisu)
Doppiata da: Fumiko Orikasa
La contraente di Mana.
Veronica Ananko (ヴェロニカ・アナンコ?, Veronika Ananko)
Doppiata da: Risa Mizuno
Nemesis (ネメシス?, Nemeshisu)
Doppiata da: Izumi Kitta
Yukari Nanahoshi (七星 縁?, Nanahoshi Yukari)
Doppiata da: Aimi Terakawa
Orga Brakechild (オルガ・ブレイクチャイルド?, Oruga Bureikuchairudo)
Doppiato da: Yoshitsugu Matsuoka
Un Logicalist che suscita pietà negli altri per via del fatto che, nonostante tutti gli anni di addestramento, non ha ancora trovato un contraente. Fa molte previsioni che si mostrano sempre giuste.

## Anime
La serie televisiva anime, prodotta da Doga Kobo per la regia di Kōichi Chigira e Takashi Naoya, è andata in onda dal 9 gennaio al 26 marzo 2016. Un corto anime da un minuto, intitolato Watashitachi, rakuroji-bu! (私たち、らくろじ部！? lett. "Noi siamo il club di fortuna e logica!"), ha preceduto ogni episodio della serie, mentre uno special televisivo da due ore è stato trasmesso il 31 dicembre 2015. Le sigle di apertura e chiusura sono rispettivamente Story di Kenshō Ono e Meiyaku no kanata (盟約の彼方?) di Emi Nitta. In Italia gli episodi sono stati trasmessi da Yamato Video prima in streaming in simulcast su Popcorn TV, YouTube e PlayYamato e poi in TV su Man-ga, mentre in America del Nord i diritti sono stati acquistati da Funimation.
Un anime spin-off, intitolato Hina Logic from Luck & Logic (ひなろじ〜from Luck & Logic〜?, Hina Roji: from Luck & Logic), è andato in onda dal 1º luglio al 23 settembre 2017. In Italia gli episodi sono stati trasmessi in streaming in simulcast da Yamato Video su YouTube con la messa in onda programmata su Man-ga dopo l'estate, mentre in altre parti del mondo la diffusione via streaming è stata effettuata da Crunchyroll dal 24 giugno 2017.

### Episodi
| Nº | Titolo italiano Giapponese 「Kanji」 - Rōmaji                                                                                               | In onda          | In onda          |
| Nº | Titolo italiano Giapponese 「Kanji」 - Rōmaji                                                                                               | Giapponese       | Italiano         |
| 1  | Eroe o folla - Hero or Mob 「英雄か 群衆か Hero or Mob」 - Eiyū ka gunshū ka Hero or Mob                                                    | 9 gennaio 2016   | 11 febbraio 2016 |
| 2  | Genio o sciocco - Genius or Fool 「天才か 愚者か Genius or Fool」 - Tensai ka gusha ka Genius or Fool                                       | 16 gennaio 2016  | 18 febbraio 2016 |
| 3  | Ideale o realtà - Dream or Reality 「理想か 現実か Dream or Reality」 - Risō ka genjitsu ka Dream or Reality                                | 23 gennaio 2016  | 25 febbraio 2016 |
| 4  | Libertà o restrizione - Freedom or Restraint 「自由か 束縛か Freedom or Restraint」 - Jiyū ka sokubaku ka Freedom or Restraint              | 30 gennaio 2016  | 3 marzo 2016     |
| 5  | Ieri o domani - Yesterday or Tomorrow 「昨日か 明日か Yesterday or Tomorrow」 - Kinō ka ashita ka Yesterday or Tomorrow                     | 6 febbraio 2016  | 10 marzo 2016    |
| 6  | Combattere o arrendersi - Battle or Surrender 「対決か 降伏か Battle or Surrender」 - Taiketsu ka kōfuku ka Battle or Surrender             | 13 febbraio 2016 | 17 marzo 2016    |
| 7  | Umano o divinità - Human or God 「人か 神か Human or God」 - Hito ka kami ka Human or God                                                   | 20 febbraio 2016 | 24 marzo 2016    |
| 8  | Colpevolezza o innocenza - Guilt or Innocence 「有罪か 無罪か Guilt or Innocence」 - Yūzai ka muzai ka Guilt or Innocence                   | 27 febbraio 2016 | 31 marzo 2016    |
| 9  | Nemico o amico - Enemy or Friend 「敵か 味方か Enemy or Friend」 - Teki ka mikata ka Enemy or Friend                                        | 5 marzo 2016     | 7 aprile 2016    |
| 10 | Paradiso o inferno - Heaven or Hell 「天国か 地獄か Heaven or Hell」 - Tengoku ka jigoku ka Heaven or Hell                                  | 12 marzo 2016    | 14 aprile 2016   |
| 11 | Disperazione o distruzione - Despair or Destruction 「絶望か 破滅か Despair or Destruction」 - Zetsubō ka hametsu ka Despair or Destruction | 19 marzo 2016    | 21 aprile 2016   |
| 12 | Fortuna e logica - Luck and Logic 「運と 論理と Luck and Logic」 - Un to ronri to Luck and Logic                                            | 26 marzo 2016    | 28 aprile 2016   |

Hina Logic from Luck and Logic
| Nº | Titolo italiano Giapponese 「Kanji」 - Rōmaji | In onda           | In onda |
| Nº | Titolo italiano Giapponese 「Kanji」 - Rōmaji | Giapponese        |         |
| 1  | Fai viaggiare l'adorabile Hina 「かわいいヒナには旅をさせろ」 - Kawaii Hina ni wa tabi o sasero                                                                               | 1º luglio 2017    |         |
| 2  | La fusione non si padroneggia in un giorno 「合体は一日にしてならず」 - Gattai wa ichinichi ni shite narazuOnigiri piuttosto che fiori 「花よりおにぎり」 - Hana yori onigiri | 8 luglio 2017     |         |
| 3  | Il grizzly argentato - Non c'è amore come quello del padre 「白銀のグリズリー -子の心親知らず-」 - Shirogane no gurizurī: ko no kokoro oya shirazu                            | 15 luglio 2017    |         |
| 4  | Ricambiare la gentilezza con i fiori 「恩を花で返す」 - On o hana de kaesu | 22 luglio 2017    |         |
| 5  | Chi ha abilità va sano e va lontano 「千里の道も努力から」 - Senri no michi mo doryoku kara                                                                                   | 29 luglio 2017    |         |
| 6  | Il pulcino che dorme cresce bene 「寝るヒナは育つ」 - Neru hina wa sodatsu | 5 agosto 2017     |         |
| 7  | Anche Mizuki cade dagli alberi 「会長も木から落ちる」 - Kaichō mo ki kara ochiru                                                                                              | 12 agosto 2017    |         |
| 8  | I sogni sono alla base del successo 「夢は成功のもと」 - Yume wa seikō no moto                                                                                                | 26 agosto 2017    |         |
| 9  | La canzone cambia con le pulcine - Le pulcine cambiano con la canzone 「歌はヒナにつれ ヒナは歌につれ」 - Uta wa hina ni tsure - Hina wa uta ni tsure                         | 2 settembre 2017  |         |
| 10 | Piangere per gli altri fa bene a sé 「涙は己のためならず」 - Namida wa onore no tame narazu                                                                                   | 9 settembre 2017  |         |
| 11 | L'anno inizia con il countdown 「一年の計はカウントダウンにあり」 - Ichinen no kei wa kauntodaun ni ari                                                                       | 16 settembre 2017 |         |
| 12 | La felicità è ospite delle pulcine serene 「笑うヒナには福きたる」 - Warau hina ni wa fuku kitaru                                                                             | 23 settembre 2017 |         |